# ホンカー・マドルフット
ホンカー・マドルフットは、ディズニーのアニメシリーズ『ダックにおまかせ ダークウィング・ダック』に登場する架空のアヒルである。

## 概要
ゴサリンの親友で、マラード家の隣人マドルフッド一家の次男。乱暴な長男タンクとは対照的に穏やかで、理知的な性格の持ち主。並外れた読書家であり、その知識は大人顔負けである。気弱な性格だが、いつもゴサリンに引っ張られる形で事件に首を突っ込む。ゴサリンの父がダークウィングである事を知っており、その知識を駆使してダークウィングの危機を何度も救った。

## 英語・日本語版声優
- 日本語版声優：折笠愛
- 英語版声優：ケイティ・リー